# Giza (guvernement)

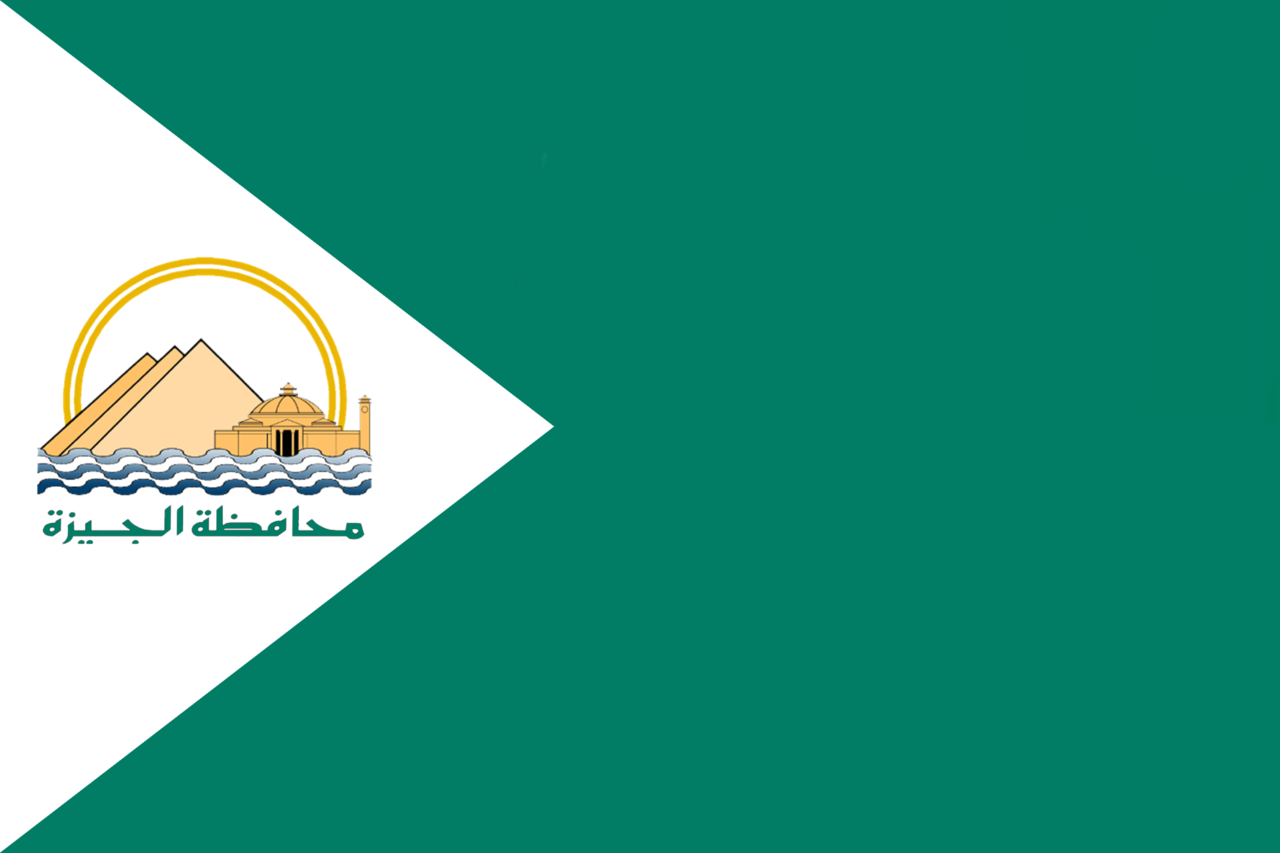
Guvernementets flagga

Lägeskarta

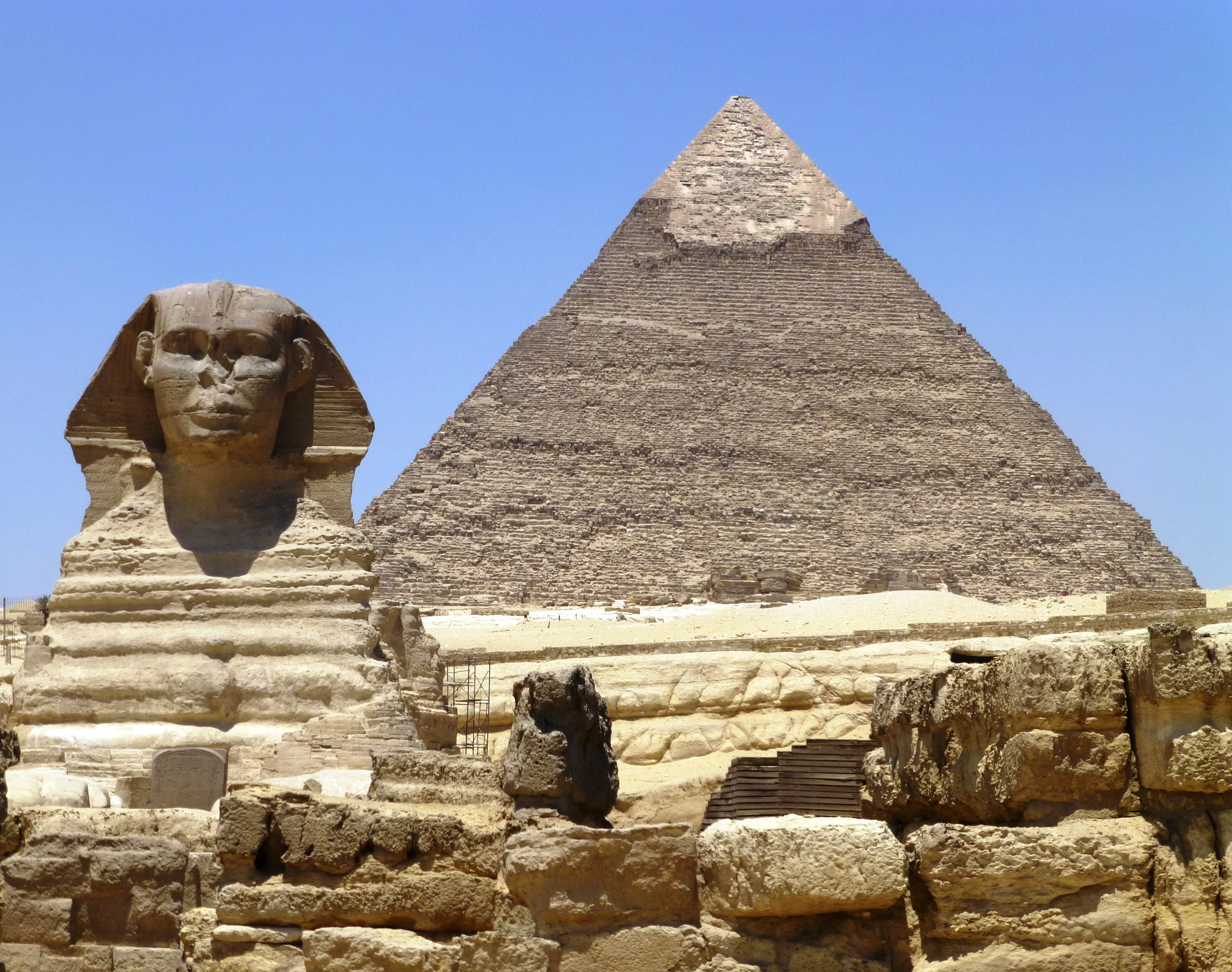
vy från Gizaplatån

Guvernementet Giza (arabiska: محافظة الجيزة, Muhafazat al-Jiza) är ett av Egyptens 27 muhāfazāt (guvernement). Guvernementet ligger i landets nordöstra del (Nedre Egypten) nära huvudstaden Kairo.

## Geografi
Guvernementet har en yta på cirka 131 843 km²med cirka 8,0 miljoner invånare. Befolkningstätheten är cirka 65 invånare/km².
Gizaplatån (med pyramiderna Cheops, Chefren, Mykerinos samt sfinxen i Giza) som upptogs på Unescos världsarvslista 1979 ligger ca 20 km sydväst om centrala Kairo.

## Förvaltning
Guvernementets ISO 3166-2 kod är EG-GZ och huvudort är Giza. Guvernementet är ytterligare underdelad i 8 markas (områden) och 14 kism (distrikt). Åren 2008-2011 var guvernementet delad i 2 områden (guvernementet 6 oktober och guvernementet Giza).
Andra större städer är al-Hawamidiyya, Awsim, al-Badrashayn och 6 oktober staden samt oasen Bahariya cirka 360 km från Kairo.